# ミス・ユニバース1995
ミス・ユニバース1995（Miss Universe 1995、第44回ミス・ユニバース世界大会）は1995年5月12日にナミビアのウィントフックのウィントフック・カントリークラブ・リゾートで開催された。最後にミスUSAのチェルシー・スミスが優勝し、インドのスシュミタ・センから栄冠を授けられた。この年は82か国の代表が競った。日本からは佐伯成美が出場した。

## 最終結果

### 入賞者
| 最終結果             | 参加者 |
| -------------------- | --- |
| ミス・ユニバース1995 | - アメリカ – チェルシー・スミス（Chelsi Smith） |
| 第2位                | - インド – マンプリート・ブラー（Manpreet Brar） |
| 第3位                | - カナダ – ラナ・バックバーガー（Lana Buchberger） |
| トップ6              | - プエルトリコ – デシリー・ローリー（Desiree Lowry） - トリニダード・トバゴ – アーレン・ピーターキン（Arlene Peterkin） - ベネズエラ – デニス・フロレアノ（Denyse Floreano） |
| トップ10             | - コロンビア – タティアナ・カストロ - ドミニカ共和国 – カンディダ・ララ - エルサルバドル – エレオノーラ・カリーリョ - 南アフリカ共和国 – オーガスティン・マシレラ            |

### 特別賞
- ナイジェリア - ミス・コンジニアリティ（トイン・ラジ）
- スウェーデン - ミス・フォトジェニック（ペトラ・フルトグレン）
- スペイン - ベスト・ナショナル・コスチューム（マリア・レイエス）